# Tutor Hitman Reborn!
Tutor Hitman Reborn! (家庭教師ヒットマンREBORN!?, Katei Kyōshi Hittōman REBORN!), anche abbreviato Reborn!, è un manga shōnen scritto e disegnato da Akira Amano da cui è stato tratto anche un anime.
Il manga è pubblicato in Giappone dall'editrice Shūeisha e serializzato nella rivista Weekly Shōnen Jump. Dal 7 ottobre 2006 al 25 settembre 2010 viene trasmesso in 203 episodi l'omonimo anime creato dalla Artland.
In Italia, il manga è stato inizialmente pubblicato dalla Planeta DeAgostini fino al numero 18, e successivamente ripubblicato dalla Star Comics a partire dal 2 novembre 2012 ripartendo dal numero uno, mentre dal 22 novembre viene ripresa la pubblicazione dal numero 19 a cadenza mensile. La prima stagione dell'anime, edita da Yamato Video, è stata trasmessa in Italia sul canale Man-ga (canale 149 di Sky) dal 17 novembre 2010. In seguito è stata trasmessa anche su Italia 2 a partire dal 18 agosto 2022. Le restanti stagioni vengono pubblicate sul canale Anime Generation di Prime Video dall'agosto 2023.

## Trama
Tsunayoshi "Tsuna" Sawada è un ragazzo imbranato e scansafatiche che non ha amici, un fallimento sia nello studio che nello sport; frequenta le medie Namimori e vive solo con sua madre, dato che il padre lavora all'estero per guadagnare di più e torna a casa solamente ogni due anni. L'unico motivo per cui continua ad andare a scuola è per vedere il sorriso della ragazza per cui si è preso una cotta, Kyoko Sasagawa, la più popolare della Namimori, che per giunta è nella sua stessa classe. La sua vita monotona e noiosa viene interrotta dall'arrivo di Reborn, un bambino di soltanto un anno, che si presenta come insegnante privato, ma in realtà è un abilissimo sicario della famiglia mafiosa Vongola giunto dall'Italia. L'obiettivo di Reborn è di addestrare Tsuna e fare di lui il degno successore dell'attuale boss della famiglia Vongola, avendo quest'ultimo legami di sangue con l'attuale IX boss, Timoteo, il quale ritiene Tsuna il più adatto per tale ruolo.
Negli allenamenti a cui Tsuna deve sottoporsi anche se malvolentieri, vengono usati per la maggior parte i proiettili speciali con il nome di Ultima Volontà che Reborn spara in fronte al suo allievo. Tale proiettile viene tramandato sin dalla prima generazione all'interno della famiglia Vongola e uccide la persona da esso colpita, ma rinascerà se quest'ultima aveva un rimpianto, al quale cercherà disperatamente di dare risposta, anche a costo della vita, sprigionando la propria forza più nascosta. Tsuna col passare del tempo, prende il ruolo di decimo boss e si fa nuove amicizie e conoscenze.

## Personaggi

Reborn nel primo episodio dell'anime

## Media

### Manga
Scritto e disegnato da Akira Amano, Reborn! viene serializzato dalla rivista giapponese Weekly Shōnen Jump dal 4 aprile 2004 al 12 novembre 2012. I singoli capitoli sono invece pubblicati da Shūeisha in formato tankōbon in 42 volumi, il primo uscito il 4 ottobre 2004, mentre l'ultimo il 4 marzo 2013.  I capitoli sono denominati "Target". Un official character book intitolato Katekyō Hitman Reborn! Official Character Book Vongola 77 è stato pubblicato il 4 ottobre 2007 in Giappone. La supervisione dell'italiano è stata curata da Antonio Maizza.

### Anime
L'anime tratto dal manga è stato realizzato in 203 episodi e trasmesso in Giappone dal 7 ottobre 2006 al 25 settembre 2010. La trasposizione animata si è interrotta senza trasporre il finale del manga, in quanto quest'ultimo era ancora in corso al tempo della chiusura dell'anime.
In Italia, l'anime è stato pubblicato da Yamato Video per il mercato home video in un box che contiene i primi 26 episodi, che sono poi andati in onda in televisione su Man-ga (Sky canale 149) dal 17 novembre 2010 al 22 marzo 2011, ed in seguito distribuiti in streaming sul canale di YouTube di Yamato Video. La seconda stagione era stata annunciata già subito dopo la conclusione della prima. Erano stati anche mostrati, in uno speciale di Man-ga Aspettando la seconda stagione, alcuni spezzoni degli episodi inediti mentre venivano doppiati dal cast italiano diretti da Aldo Stella. Nonostante ciò, la seconda stagione non è più stata trasmessa o distribuita. Solo nel 2018 sono andati in onda i quattro episodi dal 27 al 30. In seguito, Yamato Video ha riacquisito i diritti in collaborazione con Mediaset e dal 18 al 31 agosto 2022 la serie è tornata in onda su Italia 2, da lunedì a venerdì di pomeriggio, con tre episodi al giorno. Sono stati replicati i 30 episodi già trasmessi, e in particolare gli ultimi 4 sono stati indicati come Tutor Hitman Reborn! Speciali. Il doppiaggio italiano della serie è stato alla fine ripreso l'anno successivo sul canale Anime Generation di Prime Video, dal 3 agosto 2023.
Nell'edizione italiana si è scelto di usare per i primi episodi (caratterizzati da un tono più leggero) l'espressione "mala" al posto di "mafia" (sebbene in questi episodi il termine è utilizzato in alcuni contesti), essendo quella della mafia un problema ben radicato nella realtà italiana. Si è inoltre deciso di correggere le tecniche dei personaggi che in originale pur avendo un nome italiano non sono molto corrette dal punto di vista semantico o grammaticale (è il caso dell'attacco di Lambo Elettrico Cornata, in Italia sostituito da un più corretto Cornata Elettrica).
Sigle di apertura:
1. Drawing Days cantata dai Splay (ep. 1-26)
2. Boys and Girls cantata dai LM.C (ep. 27-51)
3. Dive to World cantata dai CHERRYBLOSSOM (ep. 52-73)
4. 88 cantata dai LM.C (ep. 74-101)
5. Last Cross cantata da Masami Mitsuoka (ep. 102-126)
6. Easy Go cantata da Kazuki Kato (ep. 127-153)
7. Funny Sunny Day cantata dai SxOxU (ep. 154-177)
8. Listen to the Stereo cantata dai Going Under Ground (ep. 178-203)

Sigle di chiusura:
1. Michishirube cantata da Keita Tachibana (ep. 1-12)
2. One Night Star cantata dai The Arrows (ep. 13-29)
3. Echo Again cantata dai Splay (ep. 30-38)
4. Friend cantata da Yuuna Inamura e Hitomi Yoshida (ep. 39-51, 63)
5. Sakura Addiction cantata da Takeshi Kondo e Toshinobu Lida (ep. 52-62)
6. STAND UP! cantata dai Lead (ep. 64-76)
7. Ameato cantata dai W-inds (ep. 77-89)
8. Cycle cantata dai CHERRYBLOSSOM (ep. 90-101)
9. Suberidai cantata da Mori Tsubasa (ep. 102-114)
10. Sakura Rock cantata dai CHERRYBLOSSOM (ep. 115-126)
11. Smile For... cantata da Ueto Aya (ep. 127-139)
12. Aoi Yume cantata da Mori Tsubasa (ep. 140-153)
13. Yume no Manyuaru cantata dai CHERRYBLOSSOM e Akira Murada (ep. 154-165)
14. Gr8 Story cantata dai SuG (ep. 166-177)
15. Familia cantata dai D-51 (ep. 178-190)
16. Canvas cantata dai +Plus (ep. 191-203)

### Colonna sonora
Le musiche dell'anime sono state composte da Toshihiko Sahashi con ogni tema pubblicato come singolo, album o canzoni di personaggi.
La maggior parte dei doppiatori giapponesi della serie ha registrato canzoni per il Katekyo Hitman Reborn! Character Soshutsuen Album Vongola Family Sotojo - Shinukidekatare! Soshiteutae!,

### Videogiochi
Ventuno videogiochi sono basati sulla serie e i suoi personaggi appaiono in Jump Super Stars, Jump Ultimate Stars e J-Stars Victory Vs
Il primo videogioco pubblicato è stato Katekyo Hitman Reborn! DS: Shinuki Max! Vongola Carnival !! il 29 marzo 2007 per Nintendo DS. Katekyo Hitman Reborn! Dream Hyper Battle! è uscito per PlayStation 2 il 30 agosto 2007 e per Wii il 10 gennaio 2008.
 Katekyo Hitman Reborn! DS: Fate of Heat  è stato distribuito per Nintendo DS il 1º maggio 2008, seguito da due sequel: Fate of Heat II: Unmei no Futari uscito il 16 aprile del 2009 e Fate of Heat III: Yuki no Gādian Raishū! uscito il 29 aprile 2010.

### Radio
Un programma radiofonico,   ReboRaji! Torneo Bucchake Ring   ( リ ボ ラ ジ! ~ ぶ っ ち ゃ け リ ン グ 戦 ~ ?,  riboraji! ~ bucchake ringu sōdatsusen ~), iniziato il 10 settembre 2007 dopo che l'episodio della settimana seguente è stato registrato. I suoi ospiti sono Hidekazu Ichinose (la voce di Hayato Gokudera), Suguru Inoue (la voce di Takeshi Yamamoto) e Rika Ishibashi (l'assistente). Gli ospiti sono apparsi dal decimo episodio, ed è stato prodotto prima di un pubblico dal vivo durante la pausa natalizia del 2007 e (in ritardo nella serie) a Osaka, Nagoya e Tokyo. Anche se l'episodio finale pianificato di "'~ Bucchake Ring Tournament ~'" è andato in onda il 30 giugno 2008, è stato ripreso tre settimane più tardi.

## Accoglienza
Il manga è popolare in Giappone e nel 2007 è stata la decima serie più venduta nel "Weekly Shōnen Jump", con un totale di sette milioni di copie vendute. Nel 2008, le vendite sono salite a 15 milioni risultando essere il quarto manga più venduto dell'anno e il sesto manga più venduto nel 2009, con 3 694 323 copie vendute. Nel 2010 il manga è risultato ottavo con 3 479 219 copie e nel 2012 al 24º posto
Nel complesso, il manga ha venduto più di 30 milioni di copie
Nel sondaggio Manga Sōsenkyo 2021 indetto da TV Asahi, 150 000 persone hanno votato la loro top 100 delle serie manga e Tutor Hitman Reborn! si è classificata al 67º posto.